# Вороніха (Верховазький район)
Вороні́ха (рос. Ворониха) — присілок у складі Верховазького району Вологодської області, Росія. Входить до складу Колензького сільського поселення.

## Населення
Населення — 25 осіб (2010; 29 у 2002).
Національний склад (станом на 2002 рік):
- росіяни — 93 %